# De cara al cielo
De cara al cielo es una película Argentina filmada en Eastmancolor dirigida por Enrique Dawi sobre su propio guion siguiendo el argumento de Mario Reynoso  adaptado por Florentino Díaz Loza que se estrenó el 3 de mayo de 1979 y que tuvo como actores principales a Gianni Lunadei, Leonor Benedetto, María Aurelia Bisutti y Antonio Grimau. Tiene escenas de exteriores filmadas en la provincia del Neuquén.

## Sinopsis
La vida en un fortín de Neuquén durante la Conquista del Desierto.

## Reparto
- Gianni Lunadei
- Leonor Benedetto
- María Aurelia Bisutti
- Antonio Grimau
- Leonor Manso
- Ana María Picchio
- Osvaldo Terranova
- Beto Gianola
- Roberto Mosca
- Romualdo Quiroga
- Virginia Romay
- Franklin Caicedo
- Mario Luciani
- Julio Di Palma

## Comentarios
Roberto Pagés en Convicción escribió:

«Intenta hacer ver la necesidad de defender la soberanía nacional en la zona patagónica…Un producto digno alejado de la grandilocuencia de otras incursiones del cine histórico nacional.»

La Nación opinó:

«Épica y romántica…la película tiene escenas de gran espectacularidad que , que ayudan a disimular las evidentes debilidades del libro, sus concesiones a un convencionalismo fácil y la falta de solidez dramática de las situaciones.»

Manrupe y Portela escriben:

«En el año del centenario de la Conquista del Desierto y en un momento de tensión con Chile, un tema muy caro a los al sentimiento de los militares del Proceso y al “marchemos hacia las fronteras”. Tendencioso, con una visión estereotipada de sus héroes, igual destaca cierto romanticismo y una sensible actuación del protagonista. El argumento pertenecía a un militar progresista y, dada las circunstancias políticas, debió ser alterado en su mayor parte.»